# Ilybius palustris
Ilybius palustris är en skalbaggsart som först beskrevs av Otto Friedrich Müller 1776.  Ilybius palustris ingår i släktet Ilybius och familjen dykare. Inga underarter finns listade i Catalogue of Life.